# Peugeot Type 11
La Peugeot Type 11 est un modèle d'automobile produit par le constructeur français Peugeot entre 1895 et 1897.